# Mavro Vetranović
Mavro Vetranović, född 1482 i Dubrovnik, död där 1576, var en kroatisk skald.
Vetranović uppfostrades i benediktinklostret på ön Lokrum, flydde 1517 till Italien och blev 1527 abbot i benediktinklostret på ön Mljet och drog sig sedan undan som eremit till den lilla ön San Andreas de Pelago utanför Dubrovnik.
Vetranovićs beskrivande dikt Remeta (Eremiten) är en poetisk självbiografi med stämningsfulla, realistiska naturmålningar. I många av sina reflexionsdikter visade han intresse för de dåtida politiska förhållandena, särskilt den turkiska frågan, som för Dubrovnik var mycket viktig, och i ett lovkväde över sultanen klandrade han de kristna nationernas söndring.
Förutom både andliga sånger och uppsluppna karnevalsvisor skrev Vetranović den allegoriska lärodikten Pelegrin om det mänskliga strävandet efter sanning och lycka samt fyra kyrkliga dramer, Hekuba, Cista Suzana, Uskrsnutje Izusovo (Jesu uppståndelse) och Posvetelište Abramovo (Abrahams offer), delvis efter italienska förebilder, av vilka särskilt det sistnämnda utmärks genom varm känsla och ett folkligt språk. Hans skrifter är intagna i "Stari pisci hrvatski", band 3–4 (1871).